# A131高速公路
A131高速公路是法国的一条高速公路，全长33千米，除了Tancarville大桥以外，其他路段均为免费公路。A131始于Bourneville，终于勒阿弗尔，与A13和A29高速相连。A131东南-西北走向，经过上诺曼底等城镇，原编号为15。